# جيك بول
جيك جوزيف بول (بالإنجليزية: Jake Paul)‏ (وُلد في 7 يناير 1997) هو ممثل أمريكي ونجم يوتيوب اشتهر بفضل تطبيق مشاركة مقاطع الفيديو فاين. بزغ نجم جيك بول بعد آداءه دور «ديرك» في مسلسل «بيزاردفارك» الذي عُرض على قناة ديزني.

## النشأة
وُلد بول في مدينة كليفلاند، وترعرع في ويست ليك بولاية أوهايو. تُدعى والدته باميلا آن ستبينك (واسمها قبل الزواج ميريدث) ووالده جريجوري آلان بول، وهو وكيل بيع عقارات. كما أن لجيك بول أصول نمساوية-يهودية، وإنجليزية، وألمانية-يهودية، ومجرية-يهودية، وأيرلندية، وإسكتدلنية، وويليزية. وجيك بول هو الشقيق الأصغر لنجم اليوتيوب لوجان بول.

## مسيرة عمله
بدأ بول مسيرة عمله في سبتمبر 2013 بنشر مقاطع فيديو على موقع فاين. قبل أن يغلق موقع فاين، كان قد حصل بول على 5.3 مليون متابع وحازت مقاطع الفيديو الخاصة به على 2 مليار مشاهدة.
وفي 2015، تم الإعلان عن قيام بول بدور «ديرك» في مسلسل كوميدي جديد على قناة ديزني بعنوان «بيزاردفارك».
وفي 5 يناير 2017، تمت دعوة بول لحضور جلسة في البيت الأبيض حول وسائل التواصل الاجتماعي. سجل بول فيديو مخاطرة ليعرضه على قناة التدوين المرئي الخاصة به على اليوتيوب، في هذا الفيديو يظهر بول مختبئًا في الحمام قبل التسلسل خارج البيت الأبيض في الساعة 3:30 صباحًا دون أن يواجه الأمن والحراسة.

## روابط خارجية
- جيك بول على موقع IMDb (الإنجليزية)
- جيك بول على موقع روتن توميتوز (الإنجليزية)
- جيك بول على موقع ألو سيني (الفرنسية)
- جيك بول على موقع ميوزك برينز (الإنجليزية)
- جيك بول على موقع تيرنر كلاسيك موفيز (الإنجليزية)
- جيك بول على موقع أول موفي (الإنجليزية)
- جيك بول على موقع أول ميوزيك (الإنجليزية)
- جيك بول على موقع ديسكوغز (الإنجليزية)
- جيك بول على موقع قاعدة بيانات الفيلم (الإنجليزية)